# タアサイ
タアサイ（塌菜、ターサイ、学名: Brassica rapa var. narinosa、中: 塌棵菜、瓢児菜、烏塌菜、塌古菜、塌菜など、英: Tatsoi）は、アブラナ科アブラナ属の植物。パクチョイの変種ともされる。ハクサイと同じ仲間の中国の代表的な冬野菜。旬が2月ごろで、霜が降りる頃に甘味を増して収穫されることから、日本では和名でキサラギナ（如月菜）とも呼ばれる。

## 概要

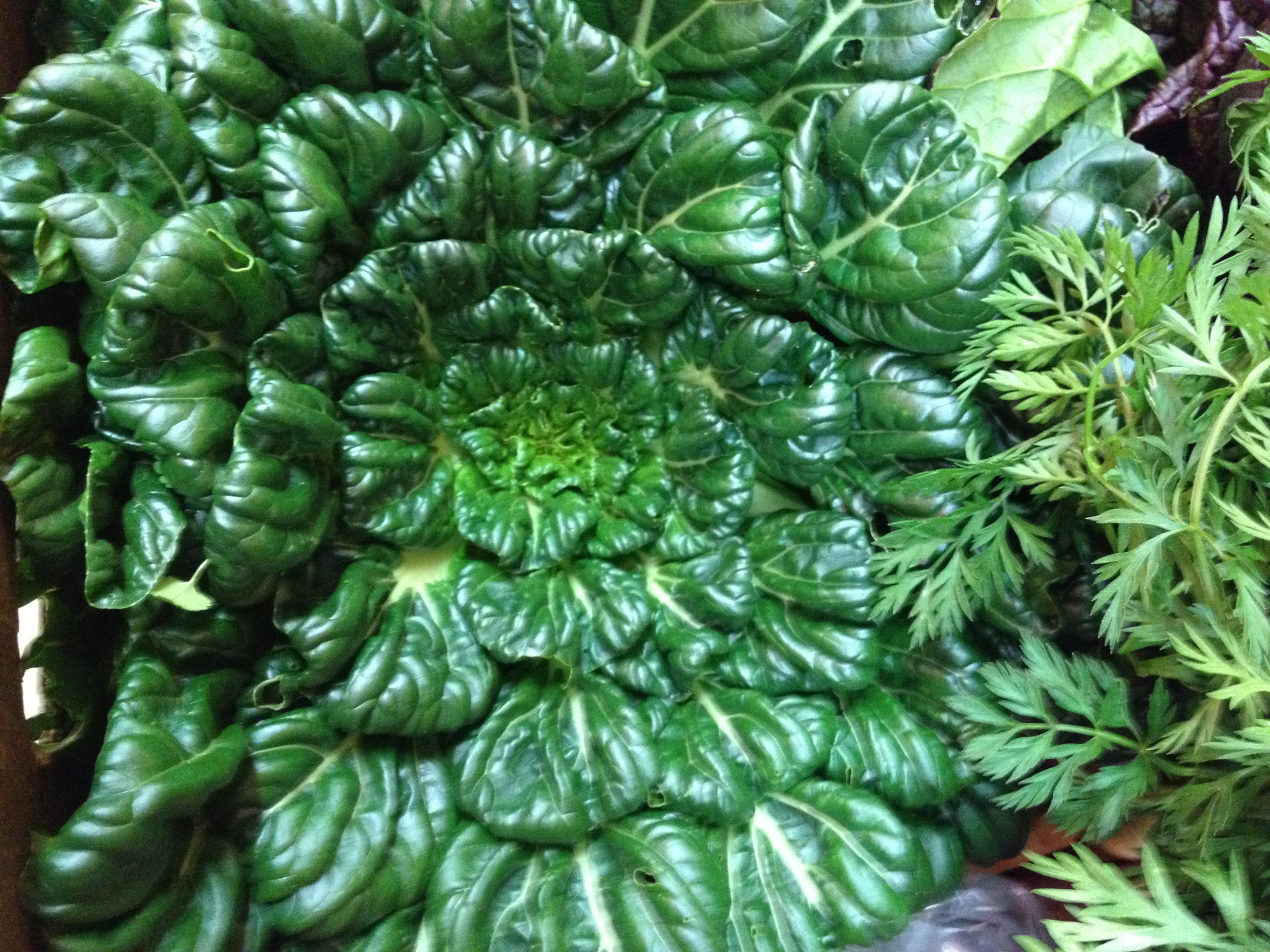
寒冷期は横に広がり、「つぶれた」ように見えるタアサイ。

中国原産のチンゲンサイなどの小白菜の変種の一つで、葉は濃緑色で厚く縮緬状のシワの特徴をもつ。
耐寒性があり中国では野菜が少なくなる冬場に供給される野菜である。日本では昭和初期に入ったハクサイの仲間の中国野菜で知られる。耐寒性が強い非結球性葉菜であり、冬の間は茎が短く、30 - 50枚の葉が地面を這うように放射状に広がる。寒冷期の株の直径は20 - 40センチメートル (cm) 、高さ20 cmほどまで生長し、葉柄は短く、葉は光沢のある濃緑色で、葉身は肉厚で縮れている。霜に当たると自らを守るために糖分を蓄える性質がある。冬を越して気温が暖かくなると、葉柄が伸びて葉が立ち上がるようになり、夏になると茎が立つ。
漢字表記「塌菜」（ターツァイ）の「塌」の字は、「押しつぶしたような」という意味であり、地を這うように葉を広げる草姿に因む。（塌について…拼音: tā、語義:「くずれる。土が崩れて落ちてかぶさる。」、日本語音読み:トウ）なお、中国でも広東語圏ではタプチョイ（粤拼：taap3 coi3）とも呼ばれるほか、朝鮮語ではビタミン（비타민）と呼ばれる。

## 栽培
種まきから収穫まで1.5か月から2か月を要する野菜である。栽培難度はふつうで、1年のうち、春まきして初夏に収穫する方法と、秋まきして冬に収穫する方法により栽培できるが、秋まきで育てるほうがつくりやすく、冬に霜に当たると甘味が増して、美味しくなったところを収穫できる。生育適温は18 - 20℃とされるが、耐寒性が強く、-8℃から-10℃まで耐える。栽培に適した土壌酸度は pH 6.0 - 6.5、発芽適温は18 - 25℃とされ、種まき前に畑は堆肥を施しておく。連作障害があるため、同じ畑で栽培するには1 - 2年は空けておく必要がある。
畑に高さ5 - 10センチメートル (cm) ほどの畝を作り、深さ1 cmほどの播き溝を作って、種を1 cm間隔で筋まきしたあと、腐葉土を被せる。畑に直播きせず、育苗ポットで種から本葉が4、5枚になるまでから苗を育ててから、畑に定植する方法も行われる。芽が育ってきたら数度の間引きを行って、最終的には株間30 cm程度にする。種まきから1か月ごとに追肥を行う。種まきから45 - 60日経過して、葉を広げた直径が25 - 30 cm大になった頃が収穫期で、株の下の地際を鎌やハサミで切り取って収穫を行う。
病虫害に、アブラムシやアオムシ、コナガの幼虫などがつくことがある。春は害虫が多く出やすく、寒さや害虫からタアサイを守るために、種まき直後や定植後に寒冷紗でトンネルがけを行うことも行われる。

## 利用

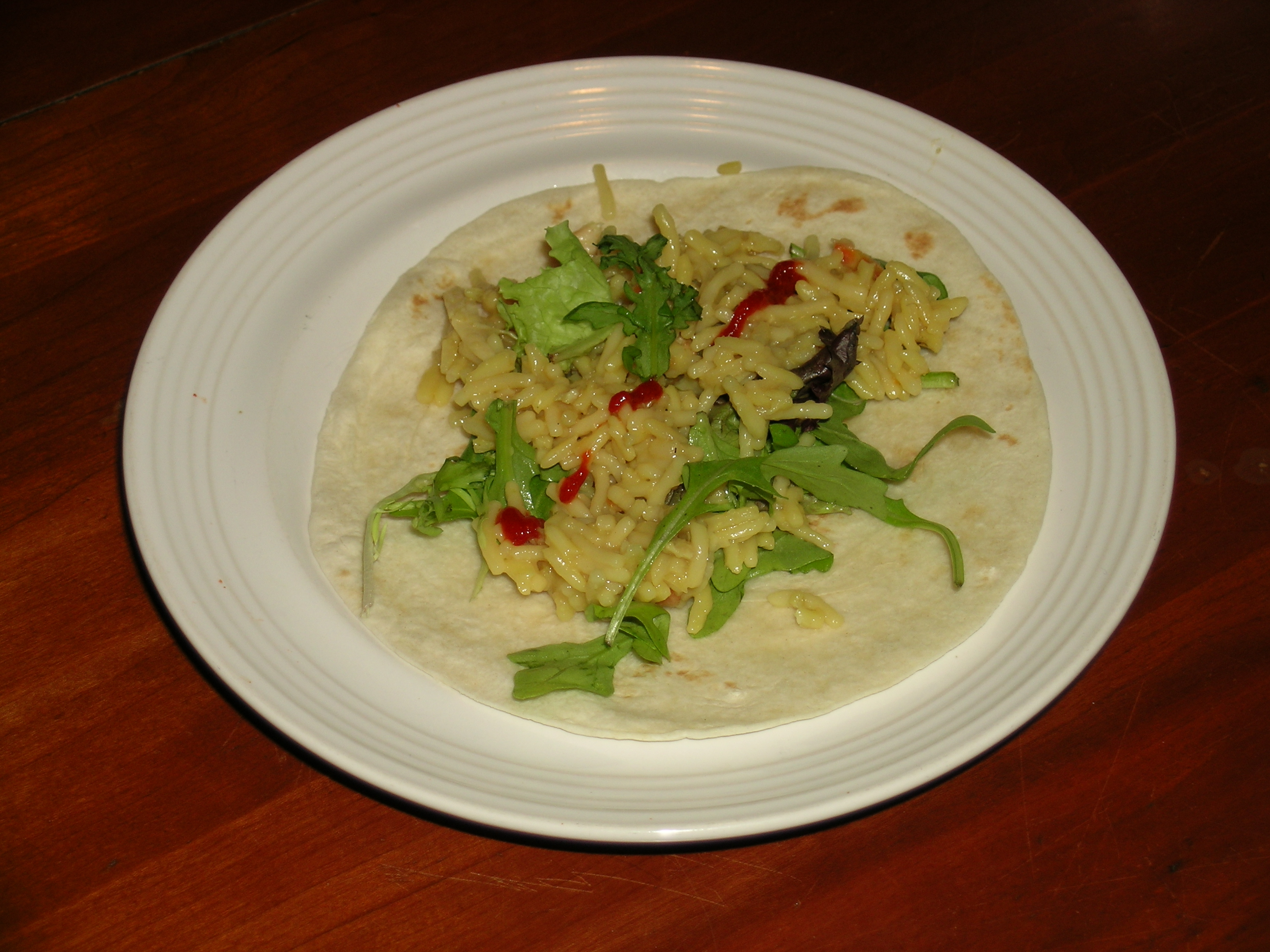
タアサイを使用した料理の一例

緑黄色野菜の一つで、通年流通しているが、味や栄養が充実する11月から翌年3月にかけて旬を迎え、厳寒期に霜や寒さに遭うと甘みが増す。葉の緑色が濃くてシワが多く、茎が瑞々しいものが商品価値が高い良品とされる。
繊維質は少なくて柔らかく、火の通りがよい。味は淡泊でやや苦味と甘味があり、灰汁もなく、味に癖がないことから、炒め物、煮物、スープにするだけでなく、浅漬けや和え物、お浸しなど様々な用途に広く使われる。中華料理では、肉や魚介と合わせて一緒に炒めるのが一般的である。油で炒めると、濃厚な風味とシャキシャキした歯触りが楽しめる。また下茹でしなくでも使え、一緒に調理するのに合わせる食材を選ばない。ただし、柔らかくなりすぎるため本格的な漬物には向かないとされている。
可食部100グラム (g) 中の熱量は13キロカロリー (kcal) で、栄養素はカロチン、ビタミンB群、ビタミンC、ビタミンEなどが多く、特にβ-カロテンの含有量は中国野菜の中で最も豊富で、炒め物にして調理油と一緒に摂取すると、より効率よく摂ることができる。ミネラルはカルシウム、カリウム、亜鉛、鉄分がとても多い。ホウレンソウに比べるとシュウ酸が少ないのも特徴である。油で炒める調理を行うことで、β-カロテンの吸収効率はよくなる。
調理の下ごしらえでは、茎と葉の部分をざく切りに分けて、加熱時は茎から調理に使われる。保存する場合、乾燥しないように湿らせたペーパーなどで根元を覆い、ビニール袋に入れて冷蔵する。
ちぢれ品種の小松菜など、アブラナ科の野菜の品種改良に用いられる。